# Stanisław Sawczenko
Stanisław Sawczenko, ukr. Станіслав Савченко (ur. 21 stycznia 1967) – ukraiński szachista, arcymistrz od 1993 roku.

## Kariera szachowa
Pod koniec lat 90. XX wieku należał do ścisłej czołówki ukraińskich szachistów. W 1997 r. wystąpił w drużynowych mistrzostwach świata rozegranych w Lucernie, poza tym dwukrotnie reprezentował barwy swojego kraju na szachowych olimpiadach, w obu przypadkach zdobywając medale: srebrny (Erywań, 1996) i brązowy (Elista, 1998). Wielokrotnie startował w finałach indywidualnych mistrzostw Ukrainy, dwukrotnie dzieląc I miejsca (Lwów 1988, wspólnie z Aleksandrem Morozem i Walerijem Niewierowem oraz Ałuszta 1999, wspólnie z Giennadijem Kuźminem, Aleksiejem Bezgodowem, Aleksandrem Moisejenko oraz Andriejem Rachmangułowem). W 2001 r. wystąpił w Moskwie w pucharowym turnieju o mistrzostwo świata, ulegając w I rundzie Francisco Vallejo Ponsowi (po dogrywce).
Odniósł szereg sukcesów w turniejach indywidualnych, zwyciężając bądź dzieląc I miejsca w turniejach:
- 1990 – Tuzla (z Dragišą Blagojeviciem),
- 1991 – Odessa (z Aleksandrem Grafem),
- 1992 – Gausdal,
- 1993 – Rostów nad Donem, Gausdal (z Wiktorem Warawinem i Nuchimem Raszkowskim),
- 1996 – Portoroż (ze Zdenko Kožulem i Igorem Nowikowem),
- 1997 – Berlin (turniej Berliner Sommer, z Konstantinem Lernerem, Władimirem Czuczełowem i Jurijem Kruppą), Jenakijewe (z Giorgi Bagaturowem i Aleksandrem Morozem),
- 2000 – Porto San Giorgio (z Igorem Glekiem i Borysem Czatałbaszewem), Paryż (m.in. z Joëlem Lautierem, Zigurdsem Lanką, Mladenem Palacem, Władimirem Dimitrowem, Andriejem Szczekaczewem i Aleksandrem Sznajderem),
- 2003 – Bad Wörishofen,
- 2004 – Bad Zwesten (z Robertem Kempińskim i Thomasem Lutherem),
- 2005 – Słoneczny Brzeg (z Borysem Czatałbaszewem), Bad Zwesten (z Wadimem Małachatko, Klausem Bischoffem, Wiktorem Iwanowem, Petyrem Genowem, Anatolijem Donczenko i Jewgienijem Miroszniczenko), Warna (z Antonem Sitnikowem),
- 2006 – Marsylia (z Nicolasem Brunnerem(inne języki)), Legnica (z Siergiejem Owsiejewiczem), Malakoff (z Olegiem Gładyszewem), Montpellier (z Radosławem Jedynakiem, Hichamem Hamdouchim, Marcinem Dziubą i Markiem Hebdenem),
- 2007 – Bad Zwesten (z Siergiejem Fiedorczukiem).

Najwyższy ranking w dotychczasowej karierze osiągnął 1 stycznia 1998 r., z wynikiem 2595 punktów dzielił wówczas 78-89. miejsce na światowej liście FIDE, jednocześnie zajmując 6. miejsce wśród ukraińskich szachistów.